# Santuario diocesano del beato don Gnocchi
Il santuario diocesano del beato don Gnocchi è una chiesa di moderna costruzione situata a Milano con ingresso da via Capecelatro e dedicata al beato Carlo Gnocchi, sacerdote, alpino in Russia e fondatore dell'istituto "Pro Juventute", il cui corpo è esposto nell'altare centrale. Il santuario, voluto e costruito dalla Fondazione Don Carlo Gnocchi a lato dell'originale edificio che ospitava  la "Federazione Pro Infanzia Mutilata" di don Gnocchi, è stato terminato nel 2010 e consacrato e dedicato a don Gnocchi dal cardinale Dionigi Tettamanzi nel primo anniversario della sua beatificazione, il 24 ottobre 2010.